# Ventail
Le ventail, mot dérivé de vent,  est la visière des casques ou heaumes clos par où passait l'air.

## Homophone
Il ne doit pas être confondu avec le ventail ou vantail (de même étymologie), partie de menuiserie articulée, d'un meuble, d'un lutrin,  panneau plein, châssis vitré ou grille de fermeture pivotant sur un des bords.